# Tunnel de Marianopoli
Le tunnel de Marianopoli est un tunnel ferroviaire à voie unique de la ligne Palerme-Catane situé entre les gares de Marianopoli et Mimiani-San Cataldo, dans la province de Caltanissetta (Sicile).

## Histoire
La ligne de chemin de fer Palerme-Catane, en raison du tracé difficile dû à la présence de diverses chaînes de montagnes, a nécessité la construction de divers tunnels de base. Le choix fait en 1877, après des années de diatribes et de polémiques, de la route dite de Vallelunga pour la jonction des tronçons précédemment construits, a conduit à la construction du tunnel de Marianopoli pour permettre à la ligne d'approcher la ville de Caltanissetta.
Le long tunnel de 6 478 m s'étend entre le km 105,822 et le km 112,290 de la ligne Palerme-Catane ; il commence peu après la gare de Marianopoli et augmente constamment de 20 pour mille dans le sens du trajet de Palerme à Caltanissetta.
Jusqu'en 2001, année de l'inauguration du tunnel de Peloritana, c'était le plus long tunnel ferroviaire de Sicile. Conçu par la société Vittorio Emanuele, sa construction s'avéra laborieuse en raison des difficultés géologiques et environnementales, ajoutées à des difficultés financières de l'entreprise de construction. L'ouvrage est finalement inauguré le 1er août 1885, au moment où la nouvelle société sicilienne Rete Sicula (en) prend le relais, établissant ainsi une continuité ferroviaire entre les deux grandes villes de l'île.